# Evangelisch-lutherische Kirche Cloppenburg

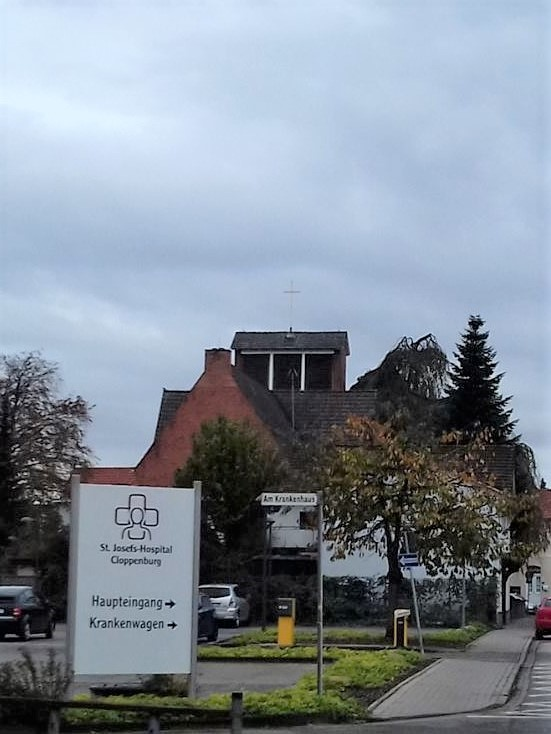
Fernansicht der evangelischen Kirche in Cloppenburg

Die Evangelisch-lutherische Kirche Cloppenburg ist die Kirche der Evangelisch-lutherischen Kirchengemeinde Cloppenburg. Sie befindet sich an der Ritterstraße 6a in Cloppenburg.

## Geschichte
Am 6. Juli 1543 führte Hermann Bonnus eine verfasste evangelische Kirchenordnung in den Ämtern Meppen, Cloppenburg und Vechta ein. 1613 wurde die Region rekatholisiert. Mit dem Reichsdeputationshauptschluss 1803 kamen die Ämter Cloppenburg und Vechta an das evangelische Herzogtum Oldenburg, so dass sich nach und nach mehr evangelische Leute in Cloppenburg ansiedelten. 
Ab 1809 wurde das Sitzungszimmer des Landgerichtsgebäudes für Gottesdienste genutzt, die sechsmal jährlich stattfanden und vom evangelischen Geistlichen aus Vechta geleitet wurden. Ab 1828 gab es erste Überlegungen zur Schaffung eines Gottesdienstraumes für die evangelischen Christen. Die konkreten Planungen starteten um 1847/1848. Am 13. August 1857 wurde die neu gebaute Kirche eingeweiht. Erster Pfarrer der Evangelisch-lutherischen Kirchengemeinde, der auch in Cloppenburg wohnte, war Anton Christian Bernhard Toel.
Das Kirchengebäude gliedert sich in drei Teile:
- Der Turm mit dem Eingangsbereich stammt aus dem Jahr 1957.
- Die neugotische Kirche aus Backsteinen ist seit 1857 erhalten geblieben.
- Das östliche Kirchenschiff wurde 1957 aus Stahlbetonsäulen errichtet.